# Trou de Magendie
Le trou de Magendie ou ouverture médiane du quatrième ventricule est un orifice de sortie du liquide céphalo-rachidien lorsqu'il termine son trajet dans les ventricules cérébraux, situé à la face inféro-postérieure du quatrième ventricule cérébral, qui va dans l'espace sub-arachnoïdien. Il est encore nommé orifice médian.

Le toit du quatrième ventricule et le foramen de Magendie (flèche visualisant la circulation du liquide cérébro-spinal)

Légende :
1. Voile médullaire inférieur ;
2. Plexus choroïde ;
3. Citerne cérébelo-médullaire ;
4. Canal central de la moelle ;
5. Tubercule quadrijumeau ;
6. Pédoncule cérébral ;
7. Voile médullaire supérieur ;
8. Canal de l'épendyme ;
9. Citerne pontique.